# Liste der Administratoren von Ascension
Die Verwaltung der Insel Ascension, als Teil des Britischen Überseegebietes St. Helena, Ascension und Tristan da Cunha, wird seit 1964 von einem Administrator geleitet. Dieser wird direkt, alle zwei bis drei Jahre, vom Mutterland entsandt und vom Gouverneur ernannt. Er steht dem Inselrat (englisch Island Council) vor.

## Liste der Administratoren
| Nr. | Name                                                           | Lebensdaten                         | Amtszeit                                  |
| --- | -------------------------------------------------------------- | ----------------------------------- | ----------------------------------------- |
| 1   | M. E. Wainwright                                               | 1916 – 1991                         | Juni 1964 bis September 1966              |
| 2   | Anthony G.A. Beyts (stellvertretend)                           | 1915 – 1997                         | September 1966 bis September 1967         |
| 3   | H. W. D. McDonald                                              | 1906 – 1986                         | Juni 1968 bis September 1973              |
| 4   | Geoffrey Colin Guy                                             | 4. November 1921 – 1. Dezember 2006 | September 1973 bis November 1976          |
| 5   | G. McDonald                                                    | ? – 1977                            | November 1976 bis Juni 1977               |
| 6   | G. B. Kendal (stellvertretend)                                 | 1921 – 2005                         | Juni 1977 bis September 1977              |
| 7   | Simon Gillett (stellvertretend)                                | ? – 2016                            | September 1977 bis Juni 1979              |
| 8   | P. Duncan                                                      | ? – ?                               | Juni 1979 bis September 1980              |
| 9   | Bernard Edward Pauncefort                                      | 8. April 1926 – 14. Juli 2010       | September 1980 bis August 1982            |
| 10  | Warburton „Warby“ Maggott (stellvertretend)                    | 1941? – 2001                        | August 1982                               |
| 11  | I. G. Thow                                                     | 1924 – 2017                         | August 1982 bis August 1984               |
| 12  | Michael T. S. Blick                                            | 1932 – 2007                         | August 1984 bis Januar 1989               |
| 12  | Anthony Arthur Green (stellvertretend für Michael T. S. Blick) | 1948 –                              | 11. August 1986 bis Oktober 1986          |
| 13  | J. J. Beale                                                    | 1948 –                              | Januar 1989 bis Februar 1991              |
| 14  | Brian Norman Connelly                                          | 1941 –                              | Februar 1991 bis Juni 1995                |
| 15  | Roger C. Huxley                                                | 1939 – 2015                         | Juni 1995 bis 23. Juli 1999               |
| 16  | Geoffrey Fairhurst                                             | 1942 –                              | 23. Juli 1999 bis 10. Juli 2002           |
| 16  | Matthew J. Young (stellvertretend, 1. Amtszeit)                | 1943? –                             | 10. Juli 2002 bis 13. August 2002         |
| 16  | Adam Henshaw (stellvertretend)                                 | ? – ?                               | 14. August 2002 bis 3. September 2002     |
| 16  | Matthew J. Young (stellvertretend, 2. Amtszeit)                | 1943? –                             | 4. September 2002 bis 22. September 2002  |
| 17  | Andrew Michael Kettlewell                                      | 1958 –                              | 22. September 2002 bis September 2005     |
| 18  | Michael Thomas Hill                                            | 1945 –                              | September 2005 bis September 2008         |
| 19  | Ross Denny                                                     | 1955 –                              | September 2008 bis 9. September 2011      |
| 19  | Miles Keith Miller (stellvertretend, 1. Amtszeit)              | 1968 –                              | 10. September 2011 bis 18. September 2011 |
| 19  | Joanne Mary Yeadon (stellvertretend)                           | 1965 –                              | 19. September 2011 bis 14. Oktober 2011   |
| 19  | Miles Keith Miller (stellvertretend, 2. Amtszeit)              | 1968 –                              | 15. Oktober 2011 bis 26. Oktober 2011     |
| 20  | Colin Wells                                                    | 1967 –                              | 27. Oktober 2011 bis August 2014          |
| 21  | Marc Holland                                                   | 1974 – ?                            | 26. August 2014 bis 22. November 2017     |
| 22  | Nicholas Joseph Kennedy                                        | ? – ?                               | 22. November 2017 bis 26. März 2018       |
| 23  | Justine Allan1                                                 | 1969 –                              | 26. März 2018 bis 13. März 2019           |
| 24  | Steven Chandler                                                | 1968 –                              | 13. März 2019 bis 15. März 2020           |
| 24  | Gareth Morris (stellvertretend für Steven Chandler)            | ? – ?                               | 25. November 2019 bis 20. Dezember 2019   |
| 25  | Sean Burns                                                     | 1961 – 16. März 2023                | 17. März 2020 bis 2. November 2022        |
| 26  | Simon Minshull                                                 | 1968 –                              | seit 2. November 2022                     |

1 Erster weiblicher Administrator in der Geschichte.